# Jemeljanovói járás
A Jemeljanovói járás (oroszul: Емельяновский район) Oroszország egyik járása a Krasznojarszki határterületen. Székhelye Jemeljanovo.

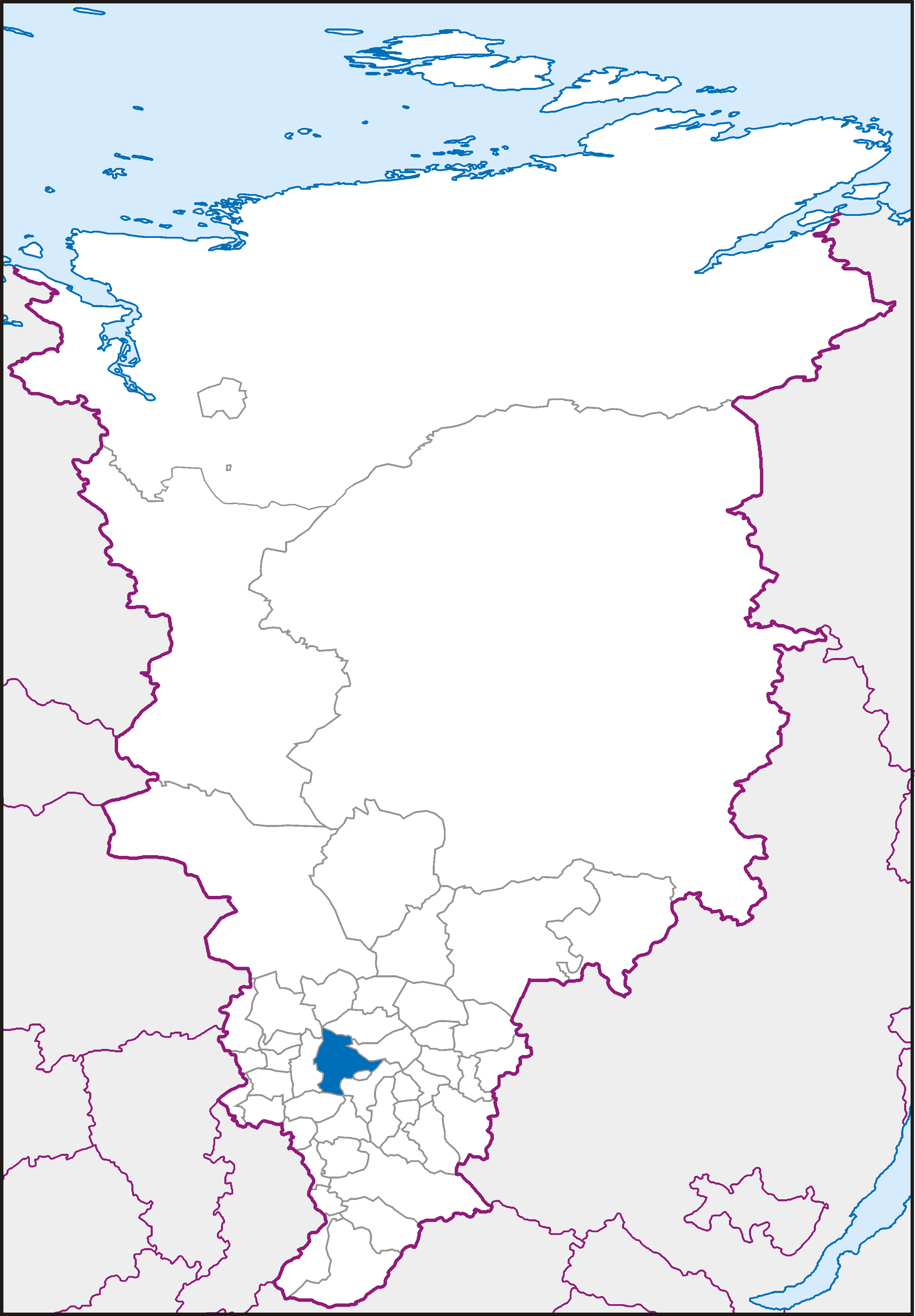
A Jemeljanovói járás a Krasznojarszki határterületen

## Népesség
- 1989-ben 48 375 lakosa volt.
- 2002-ben 45 656 lakosa volt.
- 2010-ben 51 015 lakosa volt.